# Woke Up This Morning and Found Myself Dead
Woke Up This Morning and Found Myself Dead uživo je album američkog glazbenika Jimija Hendrixa, postumno objavljen 2. listopada 2002. godine od izdavačke kuće Planet Records.

## O albumu
Album sadrži Hendixov session nastup od 18. ožujka 1968. godine održanog u klubu The Scene u New Yorku. Materijal je zabilježen na magnetofon kojeg je tom prilikom Hendrix imao sa sobom. Nastup otvara s pjesmom "Red House", citirajući pjesmu sastava Cream "Crossroads" od američkog blues glazbenika Roberta Johnsona. Kasnije izvodi pjesmu "Tomorrow Never Knows"  od Johna Lennona i Paula McCartneyja, a nastup završava s Claptonovom "Sunshine of Your Love". Zajedno s Hendrixom svirali su Johnny Winter kao ritam gitarist, Randy Hobbs na bas-gitari, Buddy Miles na bubnjevima te povremeno u vidno alkoholiziranom stanju na usnoj harmonici i vokalu Jim Morrison.
Materijal na albumu prilično je lošeg zvuka ali je vrlo bitan za kolekcionare, Hendixove obožavatelje i glazbene povjesničare. Pjesme s ovog nastupa objavljene su tijekom vremena na raznim Hendrixovim izdanjima.

## Popis pjesama
| 1. | »Red House«                                   |              | 10:57 |
| 2. | »Wake Up This Morning and Find Yourself Dead« |              | 8:05  |
| 3. | »Bleeding Heart«                              | Elmore James | 12:29 |

| 1. | »Morrison's Lament«     | Jim Morrison                         | 3:30 |
| 2. | »Tomorrow Never Knows«  | John Lennon, Paul McCartney          | 5:11 |
| 3. | »Uranus Rock«           | 3:11                                 |      |
| 4. | »Outside Woman Blues«   | Blind Joe Reynolds                   | 8:03 |
| 5. | »Sunshine of Your Love« | Jack Bruce, Eric Clapton, Pete Brown | 2:16 |

## Izvođači
- Jimi Hendrix – električna gitara, vokal
- Jim Morrison – vokal, usna harmonika
- Randy Hobbs) – bas-gitara
- Randy Zehringer – bubnjevi (A1 do A3)
- Buddy Miles – bubnjevi (B1 do B5)
- Johnny Winter –  ritam gitara

## Vanjske poveznice
- Discogs - recenzija albuma